# Марутео

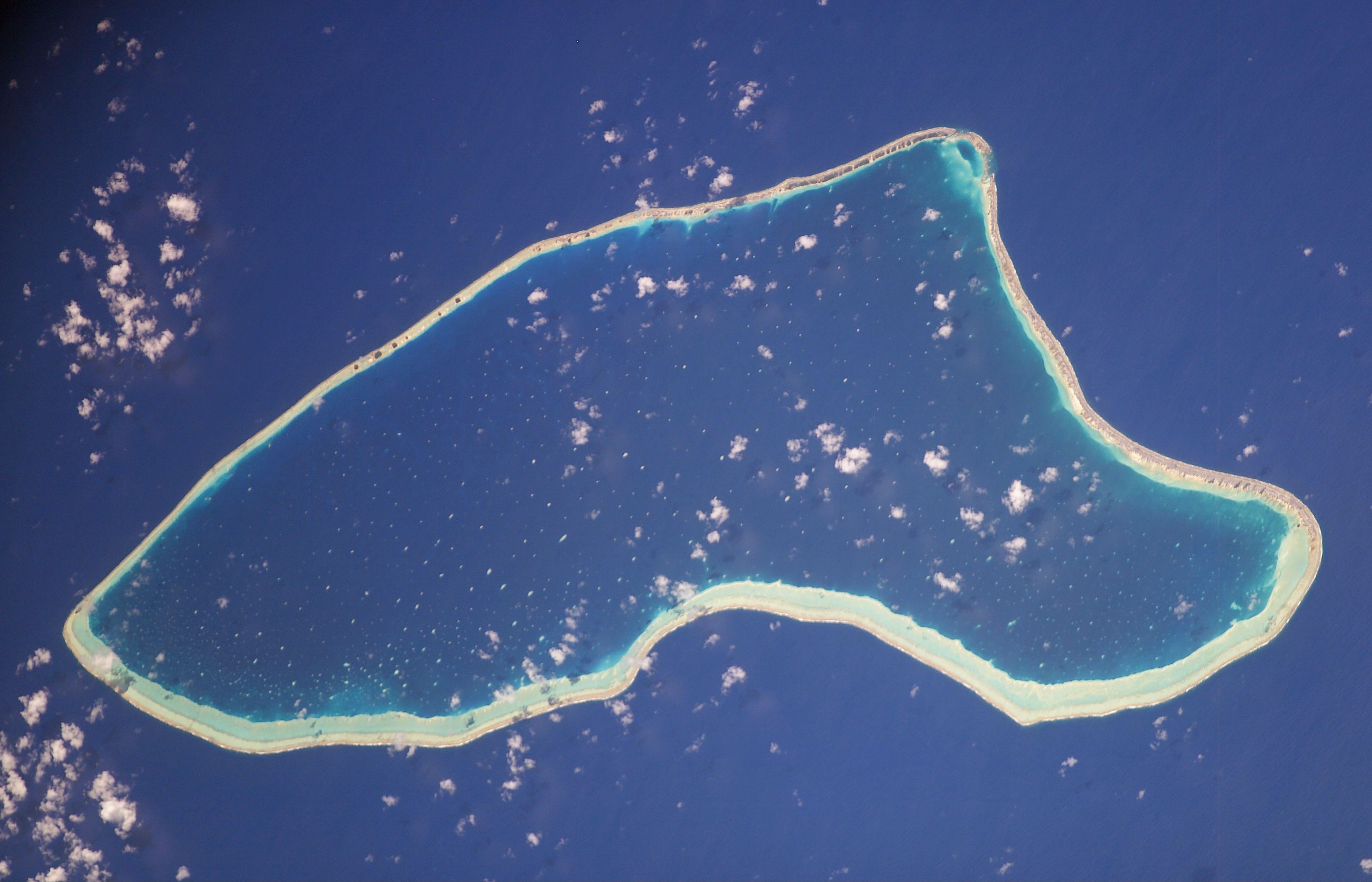
Космический снимок атолла.

Марутео (фр. Marutea Nord) — атолл в архипелаге Туамоту (Французская Полинезия). Историческое название Марутео — остров Фюрно (фр. Furneaux). Расположен в 24 км к юго-востоку от острова Макемо и в 30 км к юго-западу от атолла Нихиру. Остров следует отличать от другого атолла в архипелаге Туамоту — Марутеа, или Южный Марутеа.

## География
Остров представляет собой атолл, в центре которого расположена большая лагуна площадью около 400 км². При этом площадь суши составляет всего 2,7 км².

## Административное деление
Административно входит в состав коммуны Макемо.

## Население
В 2007 году атолл был необитаем.